# 安史四聖
安史四聖，指唐代中期安史之乱期间领导大燕政权的安祿山、安慶緒、史思明、史朝義四人。

## 历史
安史之亂的安祿山、史思明等人，死後仍被華北舊部軍人所推重，被奉為神明。祿山部將田承嗣投降唐室，送史朝義母親及妻子予朝廷，唐朝封為魏博節度使，承嗣為了安定北方人心，特別為安祿山、安慶緒、史思明、史朝義四人立祠，號為「四聖」。
773年，田承嗣希望得到使相之位，毀了「安史四聖」的祠堂，以媚朝廷，授為同平章事，並封雁門郡王。